# Aora gibbula
Aora gibbula är en kräftdjursart. Aora gibbula ingår i släktet Aora och familjen Aoridae. Inga underarter finns listade i Catalogue of Life.